# Petterdite
La petterdite è un minerale appartenente al gruppo della dresserite ricco di cromo.

## Etimologia
Il nome è in onore del collezionista tasmaniano William Frederick Petterd (1849-1910), che si è occupato prevalentemente della mineralogia della Tasmania.